# First bloom
『first bloom』（ファースト・ブルーム）は、2018年11月14日にzetimaから発売、および配信されたつばきファクトリーの1枚目のオリジナル・アルバム。

## 概要
- DVD付属の初回生産限定盤A・Bと通常盤の3形態で発売[6]。
  - 初回生産限定盤Aでは、メジャーデビュー以降のシングル曲全バージョンのMVクリップス、インディーズシングルのMV、ジャケット撮影メイキング映像、TV-SPOTを収録したBlu-rayを付属[6]。
  - 初回生産限定盤Bでは、つばきファクトリーがインディーズ時代にリリースした6曲とハロー!プロジェクト楽曲カバー5曲、計11曲を収録したCD『つばきインディーズ&カバーズ』を付属[6]。
- 2020年12月28日に小片リサがグループを脱退したため、9人体制では最初で最後のアルバムとなった。

## 収録曲
1. 初恋サンライズ [3:59]
  - 作詞：井筒日美、作曲：山田祐輔、編曲：近藤圭一
  - 1stシングル。
2. 表面張力～Surface Tension～ [4:24]
  - 作詞：チーム飛松/児玉雨子、作曲：チーム飛松/白戸佑輔、編曲：鈴木俊介
  - 新曲。
  - テレビ朝日系『musicるTV』作家発掘企画『コライトバトル』内で制作された楽曲[8]。
3. 今夜だけ浮かれたかった [3:59]
  - 作詞：児玉雨子、作曲：中島卓偉、編曲：炭竃智弘
  - 4thシングル。
4. 就活センセーション [4:39]
  - 作詞・作曲：中島卓偉、編曲：ダンス☆マン
  - 2ndシングル。
5. I Need You 〜夜空の観覧車〜 [4:09]
  - 作詞・作曲：星部ショウ、編曲：浜田ピエール裕介
  - 3rdシングル。
6. 可能性のコンチェルト [3:24]
  - 作詞：イイジマケン、作曲：n-buna、編曲：佐々木“コジロー”貴之
  - 新曲。
7. 春恋歌 [4:38]
  - 作詞：大森祥子、作曲：鈴木秋則　、編曲：鈴木俊介
  - 3rdシングル。
8. デートの日は二度くらいシャワーして出かけたい [3:56]
  - 作詞・作曲：つんく、編曲：江上浩太郎
  - 4thシングル。
9. 帰ろう レッツゴー! [4:37]
  - 作詞：児玉雨子、作曲：星部ショウ、編曲：板垣祐介
  - 新曲。
10. Just Try! [4:48]
  - 作詞・作曲：つんく、編曲：大久保薫
  - 1stシングル。
11. 純情cm(センチメートル) [4:33]
  - 作詞・作曲：大橋莉子、編曲：hisakuni
  - 4thシングル。
12. 笑って [3:53]
  - 作詞・作曲：津野米咲、編曲：平田祥一郎
  - 2ndシングル。
13. 雪のプラネタリウム [3:40]
  - 作詞：井筒日美、作曲・編曲：KOUGA
  - 2018年2月21日開催のワンマンライブ『つばきファクトリー ワンマンLIVE ～First Blossom～』よりライブ用として先行披露されていた楽曲[9]。
14. うるわしのカメリア [3:23]
  - 作詞：児玉雨子、作曲・編曲：加藤裕介
  - 1stシングル。
15. ハナモヨウ [3:55]
  - 作詞：MEG.ME、作曲・編曲：KOUGA
  - 2ndシングル。
16. 低温火傷 [3:49]
  - 作詞：児玉雨子、作曲：大橋莉子、編曲：近藤圭一
  - 3rdシングル。
17. ハッピークラッカー [3:30]
  - 作詞・作曲：SHOCK EYE、編曲：草野将史
  - 2018年4月15日より開催されていたライブツアー『つばきファクトリーライブツアー2018春「初恋」』よりライブ用として先行披露されていた楽曲[10]。
18. ふりさけみれば・・・ [3:34]
  - 作詞：三浦徳子、作曲：近藤圭一、編曲：田中直
  - 2018年4月15日より開催されていたライブツアー『つばきファクトリーライブツアー2018春「初恋」』よりライブ用として先行披露されていた楽曲[11]。

### 初回生産限定盤A付属Blu-ray収録内容
1. 初恋サンライズ(Music Video)
2. 初恋サンライズ(Dance Shot Ver.)
3. 初恋サンライズ(Close-up Ver.)
4. Just Try!(Music Video)
5. Just Try!(Dance Shot Ver.)
6. Just Try!(Close-up Ver.)
7. うるわしのカメリア(Music Video)
8. うるわしのカメリア(Dance Shot Ver.)
9. うるわしのカメリア(Close-up Ver.)
10. 就活センセーション(Music Video)
11. 就活センセーション(Dance Shot Ver.)
12. 就活センセーション(Close-up Ver.)
13. 笑って(Music Video)
14. 笑って(Dance Shot Ver.)
15. 笑って(Close-up Ver.)
16. ハナモヨウ(Music Video)
17. ハナモヨウ(Dance Shot Ver.)
18. ハナモヨウ(Close-up Ver.)
19. 低温火傷(Music Video)
20. 低温火傷(Dance Shot Ver.)
21. 低温火傷(Close-up Ver.)
22. 春恋歌(Music Video)
23. 春恋歌(Dance Shot Ver.)
24. 春恋歌(Close-up Ver.)
25. I Need You ～夜空の観覧車～(Music Video)
26. I Need You ～夜空の観覧車～(Close-up Ver.)
27. I Need You ～夜空の観覧車～(Close-up Ver.Ⅱ)
28. デートの日は二度くらいシャワーして出かけたい(Music Video)
29. デートの日は二度くらいシャワーして出かけたい(Dance Shot Ver.)
30. デートの日は二度くらいシャワーして出かけたい(Close-up Ver.)
31. 純情cm(センチメートル)(Music Video)
32. 純情cm(センチメートル)(Dance Shot Ver.)
33. 純情cm(センチメートル)(Close-up Ver.)
34. 今夜だけ浮かれたかった(Music Video)
35. 今夜だけ浮かれたかった(Dance Shot Ver.)
36. 今夜だけ浮かれたかった(Close-up Ver.)
37. 青春まんまんなか!(Music Video)
38. 気高く咲き誇れ!(Music Video)
39. 17才(Music Video)
40. キャベツ白書～春編～(Music Video)
41. 独り占め(Music Video)
42. 私がオバさんになっても(Music Video)

#### 特典映像1
1. 初恋サンライズ(TV-SPOT 15秒)
2. Just Try!(TV-SPOT 15秒)
3. うるわしのカメリア(TV-SPOT 15秒)
4. 就活センセーション(TV-SPOT 15秒)
5. 就活センセーション(TV-SPOT 30秒)
6. 笑って(TV-SPOT 15秒)
7. 笑って(TV-SPOT 30秒)
8. ハナモヨウ(TV-SPOT 15秒)
9. ハナモヨウ(TV-SPOT 30秒)
10. 低温火傷(TV-SPOT 15秒)
11. 低温火傷(TV-SPOT 30秒)
12. 春恋歌(TV-SPOT 15秒)
13. 春恋歌(TV-SPOT 30秒)
14. I Need You ～夜空の観覧車～(TV-SPOT 15秒)
15. I Need You ～夜空の観覧車～(TV-SPOT 30秒)
16. デートの日は二度くらいシャワーして出かけたい(TV-SPOT 15秒)
17. デートの日は二度くらいシャワーして出かけたい(TV-SPOT 30秒)
18. 純情cm(センチメートル)(TV-SPOT 15秒)
19. 純情cm(センチメートル)(TV-SPOT 30秒)
20. 今夜だけ浮かれたかった(TV-SPOT 15秒)
21. 今夜だけ浮かれたかった(TV-SPOT 30秒)

#### 特典映像2
1. ジャケット撮影メイキング映像

### 初回生産限定盤B付属CD『つばきインディーズ&カバーズ』内容
1. 独り占め [3:53]
  - 作詞・作曲：つんく、編曲：大久保薫
  - インディーズ3rdシングル。
2. 気高く咲き誇れ! [4:07]
  - 作詞：児玉雨子/Rap詞：角田崇徳、作曲・編曲：Jean Luc Ponpon
  - インディーズ2ndシングル。
3. 青春まんまんなか! [4:36]
  - 作詞：もりちよこ、作曲・編曲：KOUGA
  - インディーズ1stシングル。
  - インディーズミニアルバム『つばきファクトリー SOUND+VISION Vol.1』収録のヴァージョンを収録。
4. 私がオバさんになっても [4:07]
  - 作詞：森高千里、作曲：斉藤英夫、編曲：Carlos K.
  - インディーズ3rdシングル。
5. 17才 [3:57]
  - 作詞：有馬三恵子、作曲：筒美京平、編曲：近藤圭一
  - インディーズミニアルバム『つばきファクトリー SOUND+VISION Vol.1』収録曲。
6. キャベツ白書～春編～ [5:13]
  - 作詞・作曲：角田崇徳、編曲：上杉洋史
  - インディーズミニアルバム『つばきファクトリー SOUND+VISION Vol.1』収録曲。
7. LET'S LIVE! [4:28]
  - 作詞・作曲：つんく、編曲：平田祥一郎
  - 美勇伝のカバー。
8. ジリリ キテル [3:45]
  - 作詞・作曲：つんく、編曲：湯浅公一
  - Berryz工房のカバー。
9. 都会の一人暮らし [4:26]
  - 作詞・作曲：つんく、編曲：鈴木俊介
  - ℃-uteのカバー。
10. 付き合ってるのに片思い [3:53]
  - 作詞・作曲：つんく、編曲：大久保薫
  - Berryz工房のカバー。
11. ENDLESS YOUTH [4:53]
  - 作詞・作曲：つんく、編曲：高橋諭一
  - メロン記念日のカバー。

## 参加ミュージシャン
表面張力～Surface Tension～
- Programming & Guitar：鈴木俊介
- Bass：笹本安嗣
- Chorus：塩原奈美子

可能性のコンチェルト
- Programming,Bass & Guitar：佐々木"コジロー"貴之
- Drum：青山英樹
- Chorus：塩原奈美子

帰ろう レッツゴー!
- Programming,Bass & Guitar：板垣祐介
- Chorus：塩原奈美子、山尾正人

雪のプラネタリウム
- Programming & Piano：KOUGA
- Guitar：朝井泰生
- Chorus：塩原奈美子

ハッピークラッカー
- Programming & Guitar：草野将史
- Chorus：SHOCK EYE(from 湘南乃風)、塩原奈美子

ふりさけみれば…
- Programming：田中直
- Chorus：塩原奈美子